# Пань Ні
Пань Ні (*潘尼, бл. 250 —бл. 311) — китайський державний діяч та поет часів династії Цзінь.

## Життєпис
Походив з впливової чиновницької родини Пань, був небожем відомого поета Пань Юе. Народився в області Жун'ян (частинас учасної провінції Хенань). Пань Ні отримав прекрасну освіту, рано вступив на службу і зробив стрімку кар'єру за династії Західна Цзінь. У середині 280-х років, отримавши звання боші («вченого-ерудита»).
Пань Ні був призначений на посаду чиновника-розпорядника з обрядів в храмі імператора предків (Тайчан). Окрім того, він виконував обов'язки придворного поета. На початку правління імператора Хуей-ді, у 290 році, він був призначений на посаду начальника повіту. Коли у 300 році розпочалася Війна восьми принців, Пань Ні подав у відставку і деякий час прожив на батьківщині. Після приходу до влади імператора Хуай-ді у 307 році він повернувся на державну службу, знову отримав призначення на посаду Тайчан. Помер у 311 році.

## Творчість
Поетична спадщина складається з 28 віршів-ши і 13 од-фу, що увійшли до збірки «Пань Тайчан цзи».
Лірика Пань Ні охоплює теми: послання до друзів і вірші-панегірики, створені на честь різних придворних заходів: календарних свят, обряду жертвопринесення Конфуцію. Його віршам притаманні даосько-релігійні мотиви. Автор активно використовує образи, висхідні до даоських вірувань.
Одічні твори Пань Ні також справляють враження есе, в яких обговорюються суто філософські проблеми — про природу добра і зла, суперечливість людини, що відчуває сильні емоції.